# Samson Kitur
Samson Kitur (* 25. Februar 1966 in Eldoret; † 25. April 2003 in Ziwa) war ein kenianischer Sprinter. Sein größter Erfolg war der Gewinn der Bronzemedaille im 400-Meter-Lauf bei den Olympischen Sommerspielen 1992 in Barcelona.
Samson Kitur lief nicht, wie die meisten Laufsportler seines Landes, 800 Meter und weiter, sondern spezialisierte sich von Anfang an auf den 400-Meter-Lauf. Sein größter Erfolg war der Gewinn der Bronzemedaille bei den Olympischen Sommerspielen 1992 in Barcelona hinter den US-Amerikanern Quincy Watts und Steve Lewis. Im Vorlauf stellte er dabei mit 44,18 s den aktuellen nationalen Rekord auf. 
Ein Jahr später errang er bei den Weltmeisterschaften in Stuttgart gewann er erneut Bronze über 400 m und gewann mit der kenianischen Mannschaft die Silbermedaille in der 4-mal-400-Meter-Staffel.
Er starb am 25. April 2003 überraschend an einer schweren Krankheit auf seiner Farm in Ziwa nahe Eldoret in Kenia. Seinem älteren Bruder David Kitur zufolge hatte Samson zuvor über Kopfschmerzen geklagt.